# Konstytucja Gruzji
Konstytucja Gruzji – podstawowy akt prawny Gruzji. Zgodnie z konstytucją z 24 sierpnia 1995 Gruzja jest republiką, na której czele stoi prezydent, wybierany w wyborach powszechnych na 5-letnią kadencję. Organem władzy ustawodawczej jest 1-izbowy parlament (Rada Najwyższa), w którego skład wchodzi 235 deputowanych, wybieranych w wyborach powszechnych według ordynacji mieszanej na 4-letnią kadencję. Władzę wykonawczą sprawuje rząd (Gabinet Ministrów); premiera powołuje parlament na wniosek prezydenta. Władza sądownicza należy do niezawisłych sądów.
Zgodnie z poprawkami do konstytucji z 15 października 2010, władza prezydenta została ograniczona na rzecz premiera. Poprawki weszły w życie po wyborach prezydenckich z 2013.